# Saxifraga aquatica
Saxifraga aquatica är en stenbräckeväxtart som beskrevs av Philippe Picot de Lapeyrouse. Saxifraga aquatica ingår i Bräckesläktet som ingår i familjen stenbräckeväxter. Inga underarter finns listade i Catalogue of Life.

## Bildgalleri

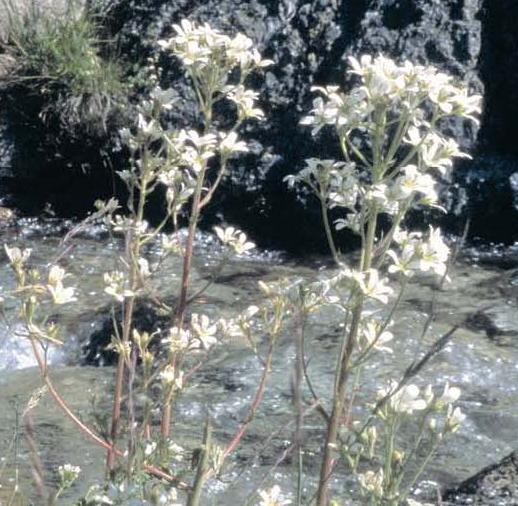
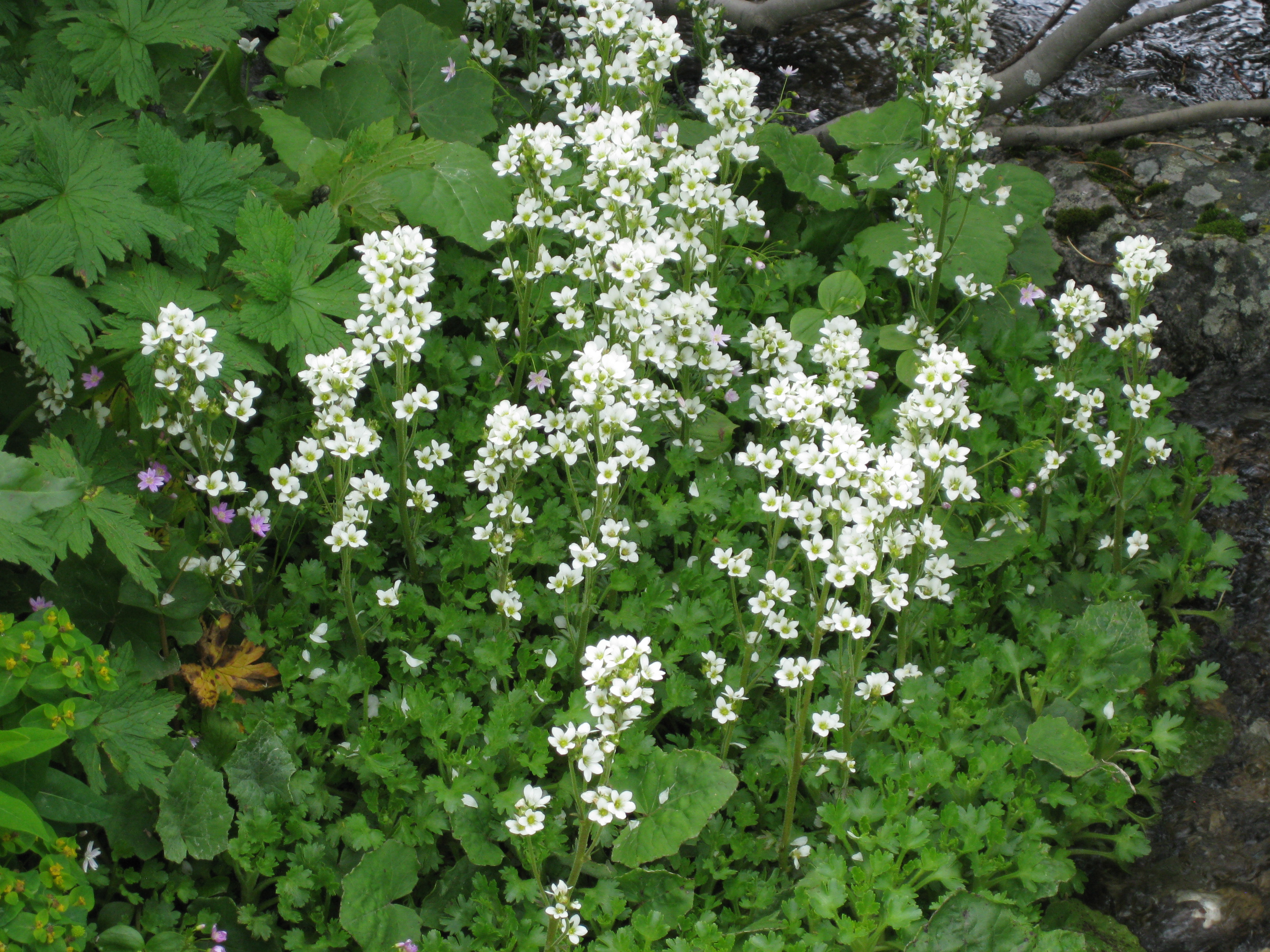
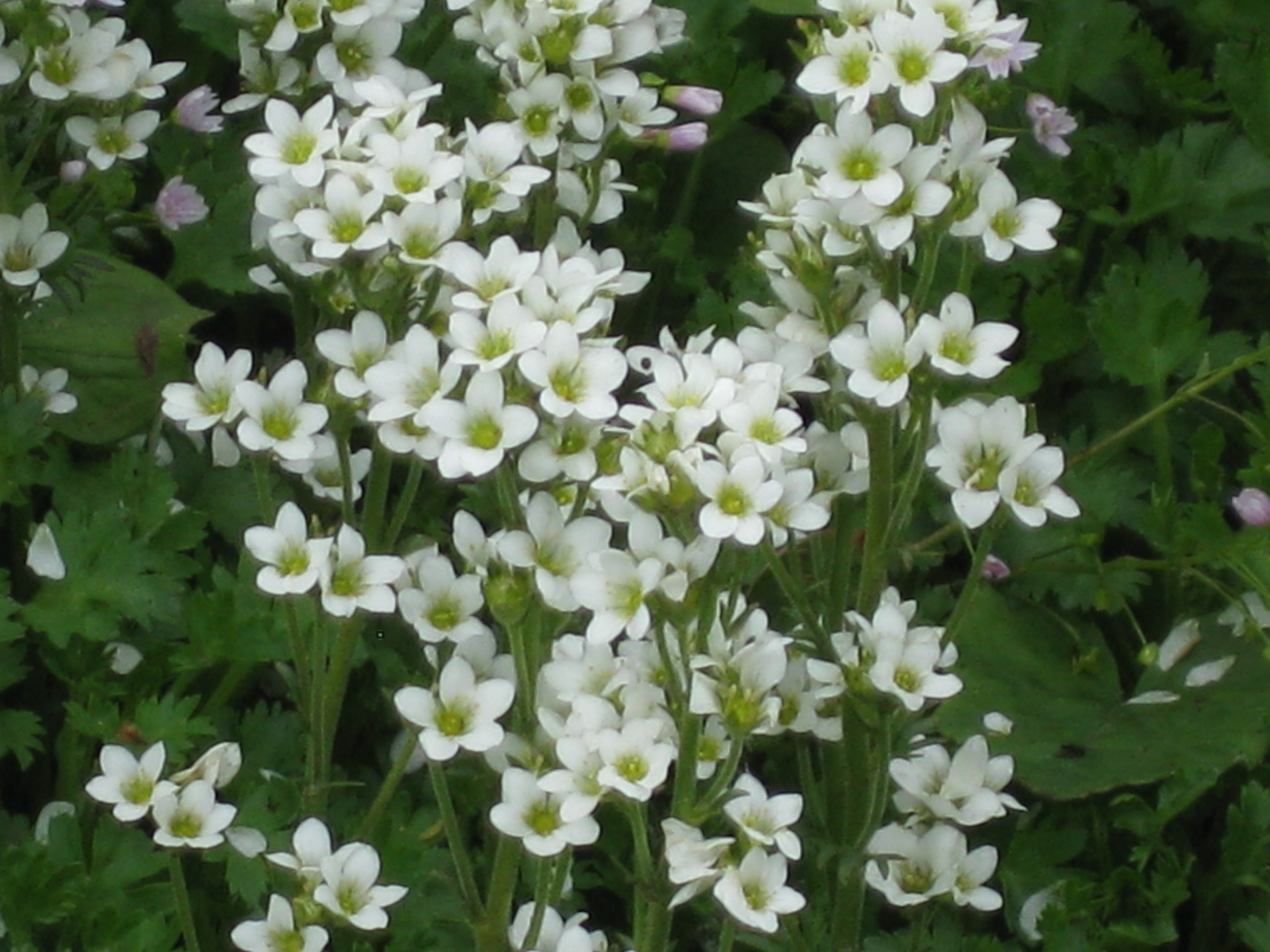
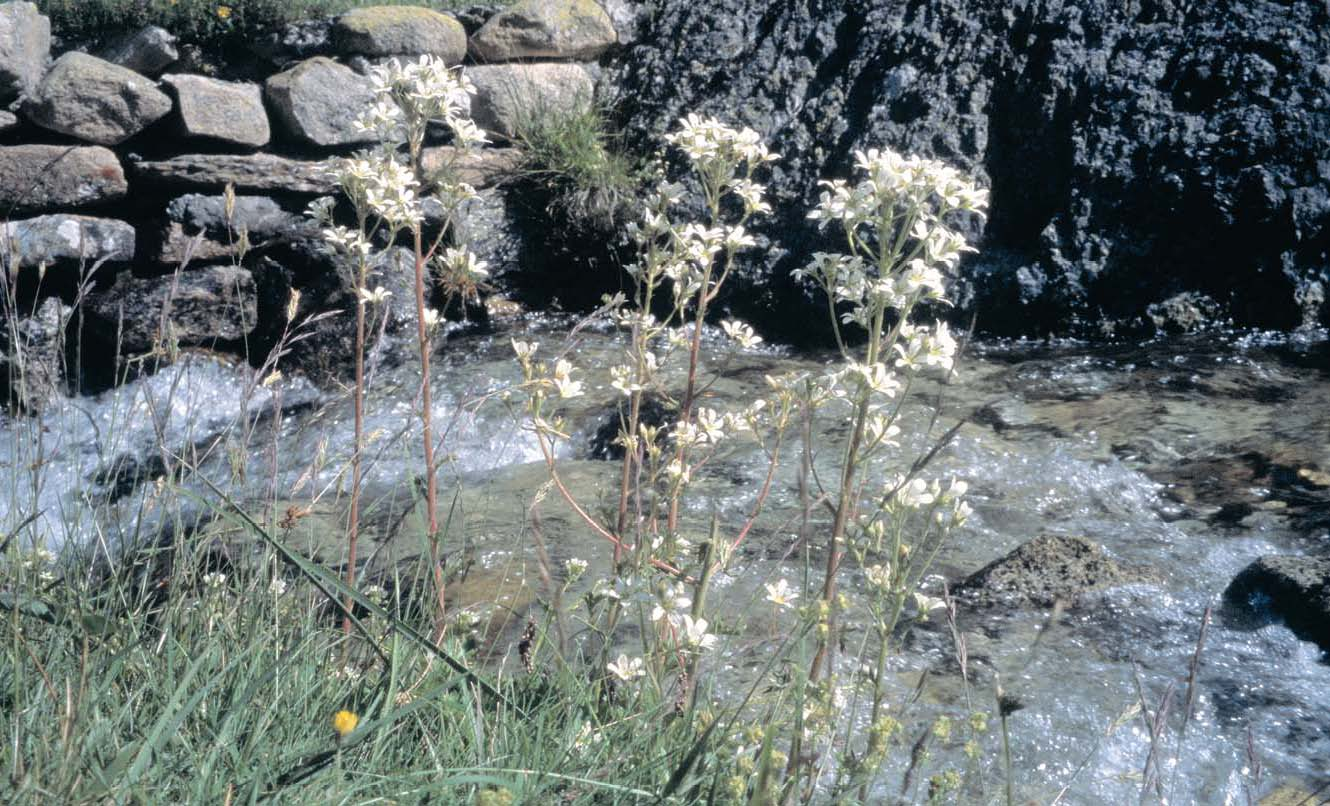